# خربزه نارا
خربزه نارا (نام علمی: Acanthosicyos horridus) نام یک گونه از سرده خارکدوها است.